# الاواندیپورام
الاواندیپورام (به انگلیسی: Alavandipuram) یک منطقهٔ مسکونی در هند است که در تامیل نادو واقع شده‌است.

## خصوصیات
الاواندیپورام ۱٬۸۵۳ نفر جمعیت دارد.